# Чемпіонат світу з трекових велоперегонів 2016 — командна гонка переслідування (жінки)
Змагання в командній гонці переслідування серед жінок на Чемпіонаті світу з трекових велоперегонів 2016 відбулись 3 і 4 березня. збірна США виграла золоті медалі, перемігши у фіналі збірну Канади.

## Результати

### Кваліфікація
Кваліфікація розпочалась о 13:00.
| Місце | Спортсмени                                                            | Країна          | Час      | Примітки |
| ----- | --------------------------------------------------------------------- | --------------- | -------- | -------- |
| 1     | Сара Гаммер Келлі Кетлін Хлоя Дагерт Дженіфер Валенте                 | США             | 4:16.180 | Q        |
| 2     | Еллісон Беверидж Джасмін Глессер Кірсті Лей Джорджія Сіммерлінг       | Канада          | 4:20.664 | Q        |
| 3     | Лорен Елліс Рашлі Бюкенен Джеймі Нільсен Ракель Шит                   | Нова Зеландія   | 4:20.673 | Q        |
| 4     | Аннетт Едмондсон Джорджія Бейкер Ешлі Анкудінов Емі Кюр               | Австралія       | 4:20.830 | Q        |
| 5     | Лора Тротт Елінор Баркер Сіара Хорн Джоанна Роуселл Шенд              | Велика Британія | 4:21.054 | Q        |
| 6     | Катаржина Павловська Євгенія Буяк Едіта Ясінська Наталія Рутковська   | Польща          | 4:29.239 | Q        |
| 7     | Сімона Фраппорті Татьяна Гудерцо Франческа Паттаро Сільвія Вальсеккі  | Італія          | 4:29.857 | Q        |
| 8     | Хуан Дунянь Цзін Ялі Ма Менлу Чжао Баофан                             | Китай           | 4:29.941 | Q        |
| 9     | Керолайн Раян Лідія Бойлан Джосі Найт Мелані Спат                     | Ірландія        | 4:32.127 |          |
| 10    | Стефані Поль Шарлотта Беккер Міке Крьогер Гудрун Шток                 | Німеччина       | 4:32.398 |          |
| 11    | Іна Савенко Катерина Петровська Поліна Пивоварова Марина Шмаянкова    | Білорусь        | 4:32.952 |          |
| 12    | Тамара Балаболіна Гульназ Бадикова Анастасія Чулкова Євгенія Романюта | Росія           | 4:35.521 |          |
| 13    | Сакура Цукаґоші Мінамі Увано Юмі Кадзіхара Кісато Накамура            | Японія          | 4:38.394 |          |

### Перший раунд
Переможці перших двох заїздів виходять у фінал. Решту результатів використано, щоб визначити пари в поєдинках за місця. Відбувся о 15:20.
| Місце     | Ім'я                                                                 | Країна          | Час      | Відставання |
| --------- | -------------------------------------------------------------------- | --------------- | -------- | ----------- |
| 1 проти 4 |                                                                      |                 |          |             |
| 1         | Сара Гаммер Келлі Кетлін Хлоя Дагерт Дженіфер Валенте                | США             | 4:14.806 |             |
| 2         | Аннетт Едмондсон Джорджія Бейкер Ешлі Анкудінов Емі Кюр              | Австралія       | 4:18.559 | +3.753      |
| 2 проти 3 |                                                                      |                 |          |             |
| 1         | Еллісон Беверидж Джасмін Глессер Кірсті Лей Джорджія Сіммерлінг      | Канада          | 4:18.261 |             |
| 2         | Лорен Елліс Рашлі Бюкенен Джеймі Нільсен Ракель Шит                  | Нова Зеландія   | 4:18.264 | +0.003      |
| 5 проти 8 |                                                                      |                 |          |             |
| 1         | Лора Тротт Елінор Баркер Сіара Хорн Джоанна Роуселл Шенд             | Велика Британія | 4:16.350 |             |
| 2         | Хуан Дунянь Цзін Ялі Ма Менлу Чжао Баофан                            | Китай           | 4:27.762 | +11.412     |
| 6 проти 7 |                                                                      |                 |          |             |
| 1         | Сімона Фраппорті Татьяна Гудерцо Франческа Паттаро Сільвія Вальсеккі | Італія          | 4:26.162 |             |
| 2         | Катаржина Павловська Євгенія Буяк Едіта Ясінська Наталія Рутковська  | Польща          | 4:29.166 | +3.004      |

### Фінали
Фінали розпочались о 19:05.
| Місце                    | Ім'я                                                                    | Країна          | Час      | Відставання |
| ------------------------ | ----------------------------------------------------------------------- | --------------- | -------- | ----------- |
| Заїзд за золоту медаль   |                                                                         |                 |          |             |
| 1                        | Сара Гаммер Келлі Кетлін Хлоя Дагерт Дженіфер Валенте                   | США             | 4:16.802 |             |
| 2                        | Еллісон Беверидж Джасмін Глессер Кірсті Лей Джорджія Сіммерлінг         | Канада          | 4:19.525 | +2.723      |
| Заїзд за бронзову медаль |                                                                         |                 |          |             |
| 3                        | Лора Тротт Елінор Баркер Сіара Хорн Джоанна Роуселл Шенд                | Велика Британія | 4:16.540 |             |
| 4                        | Лорен Елліс Рашлі Бюкенен Джеймі Нільсен Ракель Шит                     | Нова Зеландія   | 4:20.225 | +3.685      |
| Заїзд за п'яте місце     |                                                                         |                 |          |             |
| 5                        | Джорджія Бейкер Ешлі Анкудінов Емі Кюр Ребекка Вайсак                   | Австралія       |          |             |
| 6                        | Беатріче Бартеллоні Татьяна Гудерцо Франческа Паттаро Сільвія Вальсеккі | Італія          | OVL      |             |
| Заїзд за сьоме місце     |                                                                         |                 |          |             |
| 7                        | Катаржина Павловська Едіта Ясінська Юстина Качковська Дарія Пікулік     | Польща          | 4:27.165 |             |
| 8                        | Хуан Дунянь Цзін Ялі Ма Менлу Чжао Баофан                               | Китай           | 4:27.508 | +0.343      |